# La Loi du milieu (film, 1937)
Pour les articles homonymes, voir La Loi du milieu (homonymie).
Série Dr Kildare
Le Jeune docteur Kildare
(1938)
Pour plus de détails, voir Fiche technique et Distribution.
La Loi du milieu (Internes Can't Take Money) est un film américain réalisé par Alfred Santell, sorti en 1937.

## Synopsis
Le docteur James Kildare tente d'aider une jeune ex-détenue, Janet Haley, à retrouver son enfant.

## Fiche technique
- Titre original : Internes Can't Take Money
- Titre français : La Loi du milieu
- Réalisation : Alfred Santell
- Scénario : Rian James et Theodore Reeves d'après une histoire de Max Brand
- Direction artistique : Roland Anderson, Hans Dreier
- Costumes : Travis Banton
- Photographie : Theodor Sparkuhl
- Montage : Doane Harrison
- Musique : Friedrich Hollaender, Bernhard Kaun et Gregory Stone
- Production : Benjamin Glazer
- Société de production : Paramount Pictures
- Pays :  États-Unis
- Langue : anglais
- Format : noir et blanc - 35 mm - 1,37:1 - son mono (Western Electric Noiseless Recording)
- Genre : Drame médical
- Durée : 78 minutes
- Dates de sortie : 
  - États-Unis : 16 avril 1937
  - France : 13 août 1937

## Distribution
- Barbara Stanwyck : Janet Haley
- Joel McCrea : James Kildare
- Lloyd Nolan : Hanlon
- Stanley Ridges : Dan Innes
- Lee Bowman : Jim Weeks
- Barry Macollum : Stooly Martin
- Irving Bacon : Jeff McGuire
- Steve Pendleton : Dr. Jones
- Pierre Watkin : Dr. Henry J. Fearson
- Charles Lane : Grote
- James Bush : Haines
- Nick Lukats : Interne
- Anthony Nace : Dr. Riley
- Fay Holden : Mère Teresa
- Frank Bruno : Eddie